# 石峴駅 (黄海北道)
石峴駅（ソキョンえき）は、朝鮮民主主義人民共和国黄海北道瑞興郡にある朝鮮民主主義人民共和国鉄道省平釜線の駅である。

## 歴史
- 1906年4月3日：京義線敷設完成[1]。
- 1908年4月1日：瑞興駅として正式に旅客営業開始[2][3]。
- 日時不明：石峴駅に改称。

## 隣の駅
朝鮮民主主義人民共和国鉄道省
平釜線
文武駅 - 石峴駅 - 瑞興駅